# Djéserkarêseneb
Djéserkarêseneb est un scribe, « compteur des grains du grenier d'Amon » et « gardien des seconds prêtres d'Amon », qui a vécu pendant les règnes de Thoutmôsis IV et Amenhotep III.
Vers la fin du règne de Thoutmôsis IV, le second prêtre d'Amon a été Amenhotep-Sa-Se, le propriétaire du tombeau TT75 à Cheikh Abd el-Gournah, où Djéserkarêseneb est désigné comme l'intendant de sa maison à deux reprises. Dans sa tombe TT38, Djéserkarêseneb a fondé certaines de ses scènes sur celles de la TT75, en particulier celles des mesures sur le terrain et des musiciens.
Il est marié à Ouadjrenpet, identifiée dans le tombeau comme « sa sœur bien-aimée de son affection, la maîtresse de la maison ».
Il a trois fils :
- Menkhéper, identifié comme « son fils, le scribe ». Le nom est probablement une abréviation de Menkheperê. Il est représenté de la même taille que son père et sa mère, sur le côté est du mur nord de la salle transversale du tombeau de Djéserkarêseneb, l'identifiant presque certainement comme l'aîné des fils,
- Néferhebef, également identifié comme « son fils, le scribe » et « le berger d'oie »,
- [Nebse...y], identifié comme « son fils, le scribe » et « intendant des tisserands d'Amon ».

et deux filles : 
- Nebtaoui, identifiée comme « sa fille bien-aimée, maîtresse de la maison[2] »,
- Méryrê, identifiée comme « sa fille chérie ».